# Список министров по делам женщин, гендерного равенства и молодёжи (Канада)
Должность министра по делам женщин, гендерному равенству и молодёжи в кабинете министров существует с 26 октября 2021 года.
С 2018 года существовала должность министра по делам женщин и гендерному равенству, после принятия Закона об исполнении бюджета № 2 от 2018 года и создания Департамента по делам женщин и гендерному равенству.
Ранее должность называлась министр по делам женщин (иногда назначаемого министром по положению женщин), ответственный за статус женщин Канады, учреждения, входящего в состав Министерства наследия Канады. Когда министр, юридически ответственный за положение женщин в Канаде, отвечал за эту сферу, традиционно он имел дополнительный почётный титул «министр, ответственный за положение женщин», чтобы подчеркнуть эту роль, в то время как другой министр назначался агентством. Было необходимо передать полномочия государственному министру. Эта должность была создана в 1971 году в результате работы Королевской комиссии по положению женщин (созданной в 1967 году, отчёт был принят в 1970 году). Подобное положение занимает большинство провинциальных кабинетов. Изначально цель должности заключалась в том, чтобы помочь выполнить рекомендации Королевской комиссии.

## Министры
Партии:
 Либеральная партия Канады
 Прогрессивно-консервативная партия Канады
 Консервативная партия Канады
| Номер                                                     | Изображение             | Имя                                                              | Срок полномочий         | Срок полномочий                              | Политическая партия        | Министр                                            |
| Министр по делам женщин                                   | Министр по делам женщин | Министр по делам женщин                                          | Министр по делам женщин | Министр по делам женщин                      | Министр по делам женщин    | Министр по делам женщин                            |
| --------------------------------------------------------- | ----------------------- | ---------------------------------------------------------------- | ----------------------- | -------------------------------------------- | -------------------------- | -------------------------------------------------- |
| 1.                                                        |                         | Боб Андрас                                                       | 11 июня 1971            | 7 августа 1974                               | Либерал                    | 20-й канадский премьер-министр (Пьер Эллиот Трюдо) |
| 2.                                                        |                         | Марк Лалонд                                                      | 8 августа 1974          | 3 июня 1979                                  | Либерал                    | 20-й канадский премьер-министр (Пьер Эллиот Трюдо) |
| 3.                                                        |                         | Дэвид Макдональд                                                 | 4 июня 1979             | 2 марта 1980                                 | Прогрессивные консерваторы | 21-й канадский премьер-министр (Джо Кларк)         |
| 4.                                                        |                         | Ллойд Эксворси                                                   | 3 марта 1980            | 21 сентября 1981                             | Либерал                    | 22-й канадский премьер-министр (Пьер Эллиот Трюдо) |
| 5.                                                        |                         | Джуди Эрола                                                      | 22 сентября 1981        | 29 июня 1984                                 | Либерал                    | 22-й канадский премьер-министр (Пьер Эллиот Трюдо) |
| 5.                                                        | 30 июня 1984            | Джуди Эрола                                                      | 16 сентября 1984        | 23-й канадский премьер-министр (Джон Тёрнер) | Либерал                    |                                                    |
| 6.                                                        |                         | Барбара Макдауэлл                                                | 17 сентября 1986        | 22 февраля 1990                              | Прогрессивные консерваторы | 24-й канадский премьер-министр (Брайан Малруни)    |
| 7.                                                        |                         | Мэри Коллинз                                                     | 23 февраля 1990         | 24 июня 1993                                 | Прогрессивные консерваторы | 24-й канадский премьер-министр (Брайан Малруни)    |
| 7.                                                        | 25 июня 1993            | Мэри Коллинз                                                     | 3 ноября 1993           | 25 (Ким Кэмпбелл)                            | Прогрессивные консерваторы |                                                    |
| 8.                                                        |                         | Шейла Финстоун                                                   | 4 ноября 1993           | 24 января 1996                               | Либерал                    | 26-й канадский премьер-министр (Жан Кретьен)       |
| 9.                                                        |                         | Хеди Фрай                                                        | 25 января 1996          | 14 января 2002                               | Либерал                    | 26-й канадский премьер-министр (Жан Кретьен)       |
| 10.                                                       |                         | Клодетт Брэдшоу                                                  | 15 января 2002          | 25 мая 2002                                  | Либерал                    | 26-й канадский премьер-министр (Жан Кретьен)       |
| 11.                                                       |                         | Жан Аугустин                                                     | 26 мая 2002             | 12 декабря 2003                              | Либерал                    | 26-й канадский премьер-министр (Жан Кретьен)       |
| 11.                                                       | December 13, 2003       | Жан Аугустин                                                     | July 19, 2004           | 27-й канадский премьер-министр (Пол Мартин)  | Либерал                    |                                                    |
| 12.                                                       |                         | Лиза Фрулла в качестве министра наследия Канады и статуса женщин | 20 июля 2004            | 27-й канадский премьер-министр (Пол Мартин)  | 6 февраля, 2006            | Либерал                                            |
| 13.                                                       |                         | Бев Ода в качестве министра наследия Канады и статуса женщин     | 6 февраля 2006          | 14 августа 2007                              | Консерваторы               | 28-й канадский премьер-министр (Стивен Харпер)     |
| 14.                                                       |                         | Жозе Вернер в качестве министра наследия Канады и статуса женщин | 14 августа 2007         | 30 октября 2008                              | Консерваторы               | 28-й канадский премьер-министр (Стивен Харпер)     |
| 15.                                                       |                         | Хелена Джоэрджис                                                 | 30 октября 2008         | 9 апреля 2010                                | Консерваторы               | 28-й канадский премьер-министр (Стивен Харпер)     |
| 16.                                                       |                         | Рона Эмброуз                                                     | 9 июля 2010             | 15 июля 2013                                 | Консерваторы               | 28-й канадский премьер-министр (Стивен Харпер)     |
| 17.                                                       |                         | Келли Лейтч                                                      | 15 июля 2013            | 4 ноября, 2015                               | Консерваторы               | 28-й канадский премьер-министр (Стивен Харпер)     |
| 18.                                                       |                         | Патти Хайду                                                      | 4 ноября 2015           | 10 января 2017                               | Либерал                    | 29-й канадский премьер-министр (Джастин Трюдо)     |
| 19.                                                       |                         | Марьям Монсеф                                                    | 10 января 2017          | 13 декабря 2018                              | Либерал                    | 29-й канадский премьер-министр (Джастин Трюдо)     |
| Министры по делам женщин и гендерного равенства           |                         |                                                                  |                         |                                              |                            |                                                    |
| 19.                                                       |                         | Марьям Монсеф                                                    | 13 декабря 2018         | 26 октября 2021                              | Либерал                    | 29-й канадский премьер-министр (Джастин Трюдо)     |
| Министры по делам женщин, гендерного равенства и молодёжи |                         |                                                                  |                         |                                              |                            |                                                    |
| 20.                                                       |                         | Марси Йен                                                        | 26 октября 2021         | 14 марта 2025                                | Либерал                    | 29-й канадский премьер-министр (Джастин Трюдо)     |
| Министры по делам женщин и гендерного равенства           |                         |                                                                  |                         |                                              |                            |                                                    |
| 19.                                                       |                         | Ричи Вальдес                                                     | 13 мая 2025             | до настоящего момента                        | Либерал                    | 30-й канадский премьер-министр (Марк Карни)        |

В министерстве Жана Кретьена (1993—2003) эта должность называлась статс-секретарь (статус женщин), позиция, которая не имела полного ранга кабинета министров. Эта должность была известна как государственный министр (статус женщин) в первом кабинете Пола Мартина из-за того, что его обязанности были делегированы министром канадского наследия, но вернулись к своему прежнему титулу министра, ответственного за статус женщин с присягой. В июле 2004 года Лиза Фрулла стала министром по наследию Канады, позиция которой в конечном итоге отвечала за положение женщин в Канаде.

## Статус женщин в Канаде в настоящее время: Женщины и гендерное равенство в Канаде (WAGE)
В 2018 году Управление по делам женщин Канады стало федеральным департаментом под названием Департамент по делам женщин и гендерного равенства (WAGE). WAGE присуждает премию генерал-губернатора. Одной из программ, начатых организацией «Статус женщин Канады», стала образовательная / аналитическая программа под названием «Гендерный анализ плюс» (GBA +).